# Santiago de Cárdenas Díaz de Espada
Santiago de Cárdenas Díaz de Espada (San Sebastián, 3 de noviembre de 1936-San Sebastián, 19 de junio de 2020) fue un médico traumatólogo español. Promotor de los colegios Eskibel (San Sebastián) y Erain (Irún).

## Biografía
Nació en San Sebastián. Hijo del médico y militar, Manuel de Cárdenas Rodríguez y María Elena Díaz de Espada. El matrimonio tuvo ocho hijos: Ignacio, Santiago, María Rosa, Pablo, Marta (quien hace  carrera profesional como pintora, ejerciendo en la actualidad), Emilio, José Manuel y María Elena de Cárdenas Díaz de Espada.
Realizó sus estudios primarios y de bachiller en el colegio de los Marianistas de Aldapeta (San Sebastián) se trasladó a Madrid, donde estudió Medicina en la Universidad Complutense de Madrid. Gracias a su buen expediente académico fue seleccionado junto con un grupo de alumnos para cursar parte de la carrera universitaria en la Clínica de la Concepción bajo la supervisión del Dr. Don Carlos Jiménez Díaz. Todo ello sería, en cierta manera, el germen de la futura Facultad de Medicina de la Universidad Autónoma de Madrid.
Completó su formación universitaria en la Universidad de Oxford, especializándose en Traumatología y Cirugía ortopédica, con el doctor Josep Trueta. Durante la especialización, se casó en Madrid, en la capilla del colegio Nuestra Señora del Pilar (18 de diciembre de 1961), con María José del Carre, quien trabajó como auxiliar de enfermería  durante varios años en su consulta particular en la Policlínica Guipúzcoa. Tuvieron trece hijos.
Finalizada la especialización (1963), Santiago regresó a San Sebastián junto con su familia. Fue uno de los socios fundadores de la Policlínica Guipúzcoa, donde trabajó. Durante quince años fue médico de la Hospitalidad de Lourdes, y también trabajó en otras instituciones: Instituto Social de la Marina ( Pasajes de San Pedro), Cruz Roja Española y Mutua de Accidentes Pakea.
Fue consejero de la Caja de Ahorros Provincial de Guipúzcoa (1970-1974).[cita requerida]
En 1972 solicitó su admisión al Opus Dei, como miembro supernumerario. Fue uno de los promotores del Hospital Monkole (Kinsasa)  República Democrática del Congo y de los colegios Eskibel (San Sebastián) y Erain (Irun).
En 1982 defendió su tesis doctoral —dirigida por el doctor José Cañadell (Universidad de Navarra)—, siendo presidente del tribunal académico el doctor Eduardo Ortiz de Landázuri. Se interesó por la defensa de la vida del nasciturus, y por la formación del personal de enfermería.
Falleció de manera repentina el 19 de junio del 2020, antes de acostarse.